# Awarische Sprache (Kaukasus)

Hauptverbreitungsgebiet des Awarischen (Nr. 24) im Umfeld der Nordostkaukasischen Sprachfamilie

Die awarische Sprache Dagestans (Eigenbezeichnung: авар мацӀ [awar maʦʼː], auch магӀарул мацӀ [maʕarul maʦʼː]) ist nicht mit dem Awarischen des mittelalterlichen Steppenvolkes verwandt.
Sie gehört mit den andischen und didoischen Sprachen zur awaro-ando-didoischen Untergruppe innerhalb der dagestanischen Sprachgruppe, die wiederum eine Untergruppe der (nordostkaukasischen) nachisch-dagestanischen Sprachfamilie ist.

## Verbreitung
Awarisch ist heute unter der Bezeichnung болмацӀ [bolmaʦʼː], deutsch ‚Volkssprache‘ eine wichtige Verkehrssprache im Kaukasus und Amtssprache in der autonomen Republik Dagestan (Russische Föderation). Sie wird von mehr als 600.000 Menschen (Awaren) in Dagestan, Aserbaidschan und von einer kleinen Gruppe (ca. 10.000 Menschen) in der Türkei gesprochen.
Awarisch weist mit einer nördlichen und einer südlichen zwei Hauptdialektgruppen auf. Einige Dialekte werden von Linguisten als eigene Sprachen angesehen.

## Alphabete
Seit dem 15. Jahrhundert wurde das Awarische verschriftlicht, zunächst mit dem georgischen Alphabet. Unter persischem Einfluss übernahm man im 17. Jahrhundert das arabische Alphabet und die Awaren begannen, sich des Persischen zu bedienen. Als jedoch russische Missionare im späten 18. Jahrhundert ein modifiziertes kyrillisches Alphabet einführten, wurde das Awarische wieder als Schrift- und Verkehrssprache benutzt. 1930 wurde das lateinisch-basierte Einheitliche Alphabet für die Schreibung des modernen Awarisch angewandt, das aber schon 1937 dem heutigen kyrillischen weichen musste.
Mit dem Zerfall der Sowjetunion 1988/91 gingen Teile der awarischsprechenden Bevölkerung dazu über, im Zuge einer Islamisierung der Bevölkerung das arabische Alphabet wieder einzuführen. Entsprechende Bemühungen wurden jedoch nach 1991 zugunsten des kyrillischen aufgegeben.
Das kyrillische Alphabet gibt die zahlreichen Konsonanten des Awarischen häufig durch zwei Buchstaben wieder (Digraphe), wobei auch die палочка páločka, deutsch ‚Stäbchen‘ (russ.), d. h. der Hilfsbuchstabe Ӏ, der auch in anderen kaukasischen Alphabeten vorkommt, zur Anwendung kommt.
| А а /a/          | Б б /b/    | В в /w/         | Г г /ɡ/     | Гъ гъ /ʁ/        | Гь гь /ɦ/   | ГӀ гӏ /ʕ/   | Д д /d/        |
| Е е /e/, /je/    | Ё ё /jo/   | Ж ж /ʒ/         | З з /z/     | И и /i/          | Й й /j/     | К к /k/     | Къ къ /q͡χːʼ/   |
| Кь кь /t͡ɬːʼ/     | КӀ кӏ /kʼ/ | КӀкӏ кӏкӏ /kːʼ/ | Кк кк /kː/  | Л л /l/          | ЛӀ лӏ /t͡ɬː/ | Лъ лъ /ɬ/   | Лълъ лълъ /ɬː/ |
| М м /m/          | Н н /n/    | О о /o/         | П п /p/     | Р р /r/          | С с /s/     | Сс сс /sː/  | Т т /t/        |
| ТӀ тӏ /tʼ/       | У у /u/    | Ф ф /f/         | Х х /χ/     | Хх хх /χː/       | Хъ хъ /q͡χː/ | Хь хь /x/   | Хьхь хьхь /xː/ |
| ХӀ хӏ /ħ/        | Ц ц /t͡s/   | Цц цц /t͡sː/     | ЦӀ цӏ /t͡sʼ/ | ЦӀцӏ цӏцӏ /t͡sːʼ/ | Ч ч /t͡ʃ/    | Чч чч /t͡ʃː/ | ЧӀ чӏ /t͡ʃʼ/    |
| ЧӀчӏ чӏчӏ /t͡ʃːʼ/ | Ш ш /ʃ/    | Щ щ /ʃː/        | Ъ ъ /ʔ/     | Ы ы /ɨ/          | Ь ь         | Э э /e/     | Ю ю /ju/       |
| Я я /ja/         |            |                 |             |                  |             |             |                |

## Zur Literatur
Es gibt eine relativ umfangreiche awarische Literatur. Der bekannteste Schriftsteller des 20. Jahrhunderts ist wahrscheinlich Rassul Gamsatow (Расул ХӀамзатов). Der Dichter Mahmud (МахӀмуд) aus Qahabroso (ХъахӀабросо) gilt als genialer Dichter der vorrevolutionären Zeit.
In der heutigen Zeit tritt die junge awarische russischsprachige Prosaautorin Alissa Ganijewa hervor.
Übersetzungen ins Deutsche:
Sammlung:
- Chotiwari-Jünger, Steffi (Hrsg.): Awarische Prosa. Erzählungen, Novellen und Miniaturen, Üb. von St. Chotiwari-Jünger und Patimat Sagitowa, Norderstedt 2020, ISBN 978-3-7519-5900-1 (mit 10 Autoren: Gamsat Zadassa, Rasul Gamsatow, Abdulmashid Chatschalow, Patimat Murtusalijewa, Tadshudin Taijmas`chanow, Fasu Alijewa, Gusejn Gadshijew, Gasimagomed Galbazow, Patimat Magomedowa, Alissa Ganijewa) mit einem Nachwort der Herausgeberin.

Bücher / Einzelautoren:
- Rasul Gamsatow: Mein Dagestan. Berlin 1975. Üb. von T. M. Bobrowski.
- Rasul Gamsatow: Kaukasische Rhapsodie. Gedichte und Sinnsprüche. Üb. von Kuba. Berlin 1967; 1968
- Rasul Gamsatow: Sinn- und Trinksprüche, Üb. von H. Preissler. Berlin 1979
- Rasul Gamsatow: Der Bräutigam zahle mit Liebe, Üb. von H. Pressler und O. Schubert. Berlin 1988
- Alissa Ganijewa: Die russische Mauer. Berlin 2014
- Alissa Ganijewa: Die Liebe im Kaukasus. Berlin 2016
- Alissa Ganijewa: Verletzte Gefühle. Klagenfurt 2018

Einzelne Gedichte, Erzählungen und Folklore in Anthologien und Sammelbänden: s. Chotiwari-Jünger, St.: Die Literaturen der Völker Kaukasiens, Wiesbaden 2003, S. 52–56, 180-184.

## Textprobe
“Меседил цӀудул” кваркьиялда гъоркь
Араб соналъго гӀадин исанаги цебеккунго лъазабун букӀана 2001 соналда газетазда рахъарал ва радио-телевидениялдасан кьурал журналистазул лъикӀаздасан лъикӀал хӀалтӀабазул “Меседил цӀум” конкурс. Араб рузман къоялда гьаруна гьеб конкурсалъул хӀасилал. Цересел соназда гьеб конкурсалда цӀар букӀана “Меседил хӀули”. […]